# Ayka
Ayka (en ruso: Айка, romanizado: Ayka) es el nombre de una película rusa-kazaja dirigida por Sergey Dvortsevoy, escrita por Sergey Dvortsevoy y
Gennadiy Ostrovskiy y estrenada en 2018. Estuvo protagonizada por Samal Yeslyamova como Ayka y Polina Severnaya. Narra la historia de una joven inmigrante que llega a la ciudad de Moscú en malas condiciones y embarazada, esto le llevará a tomar una fuerte decisión en su vida para salir adelante aunque luego tenga que arrepentirse.
La película compitió por el Palme d'Or en el Festival de Cannes. En la sección del festival, el jurado eligió a Samal Yeslyamova para obtener el premio a "Mejor Interpretación Femenina".
Además, la película fue seleccionada para representar a Kazajistán en la entrega de los Premios Oscar de 2019, aunque no fue nominada.

## Sinopsis
Ayka acaba de dar a luz, pero no puede permitirse tener un hijo. Es ilegal en Moscú, no tiene trabajo y tiene que pagar demasiadas deudas. Después de dar a luz a su hijo, lo deja en el hospital y empieza una angustiante búsqueda para pagar sus deudas e intentar sacar a flote su vida.

## Reparto
- Samal Yeslyamova como Ayka.
- Polina Severnaya como administrador del hospital.
- Andrey Kolyadov como Victor.

## Historia de la creación y la filmación
El autor del guion y director Sergey Dvortsevoy, un nativo de Kazajistán que vive en Rusia, estaba interesado en el tema de la vida de los migrantes en Rusia, y especialmente en el problema de la maternidad. En uno de los artículos, leyó que más de 240 niños migrantes fueron dejados en hospitales de maternidad en Rusia. Conociendo la mentalidad de las mujeres asiáticas que aman a los niños y sin muy buenas razones, no están abandonadas, y decidieron estudiar la situación y entender qué las impulsa a hacerlo. A través de sus amigos en las diásporas kirguís y uzbeka, conoció a personas cuyas historias reales eran la base de la película. La trama se basa parcialmente en historias reales, mientras que, según el director, "no hemos mostrado todo", "la vida es peor". El trabajo en la película se llevó a cabo durante 6 años, actores no profesionales de entre los mismos migrantes participaron en la filmación de los episodios. Según él, son extremadamente reacios a mostrar sus hogares. Se preparó un episodio con pollos desplumados en una de las empresas con sede en Moscú, cuyos empleados, "pinzas", mostraron el proceso y enseñaron a los actores a arrancar cadáveres.

## Reconocimiento
- Festival de Cannes - Premio a la Mejor Actriz para Samal Yeslyamova/ Ganadora
  - Palma de Oro / Nominada
- Festival de cine de Cottbus (Alemania) - Gran Premio para Sergey Dvortsevoy /Ganador
- Antalya Golden Orange Film Festival - Premio a la Mejor Actriz para Samal Yeslyamova/ Ganadora
- Asia Pacific Screen Awards  - Mejor Actriz para Samal Yeslyamova / Nominada
- Asian Film Awards - Mejor Actriz para Samal Yeslyamova/ Ganadora
- Polish Film Awards - Mejor Fotografía para Jolanta Dylewska  / Nominado